# گشت مرزی ایالات متحده آمریکا

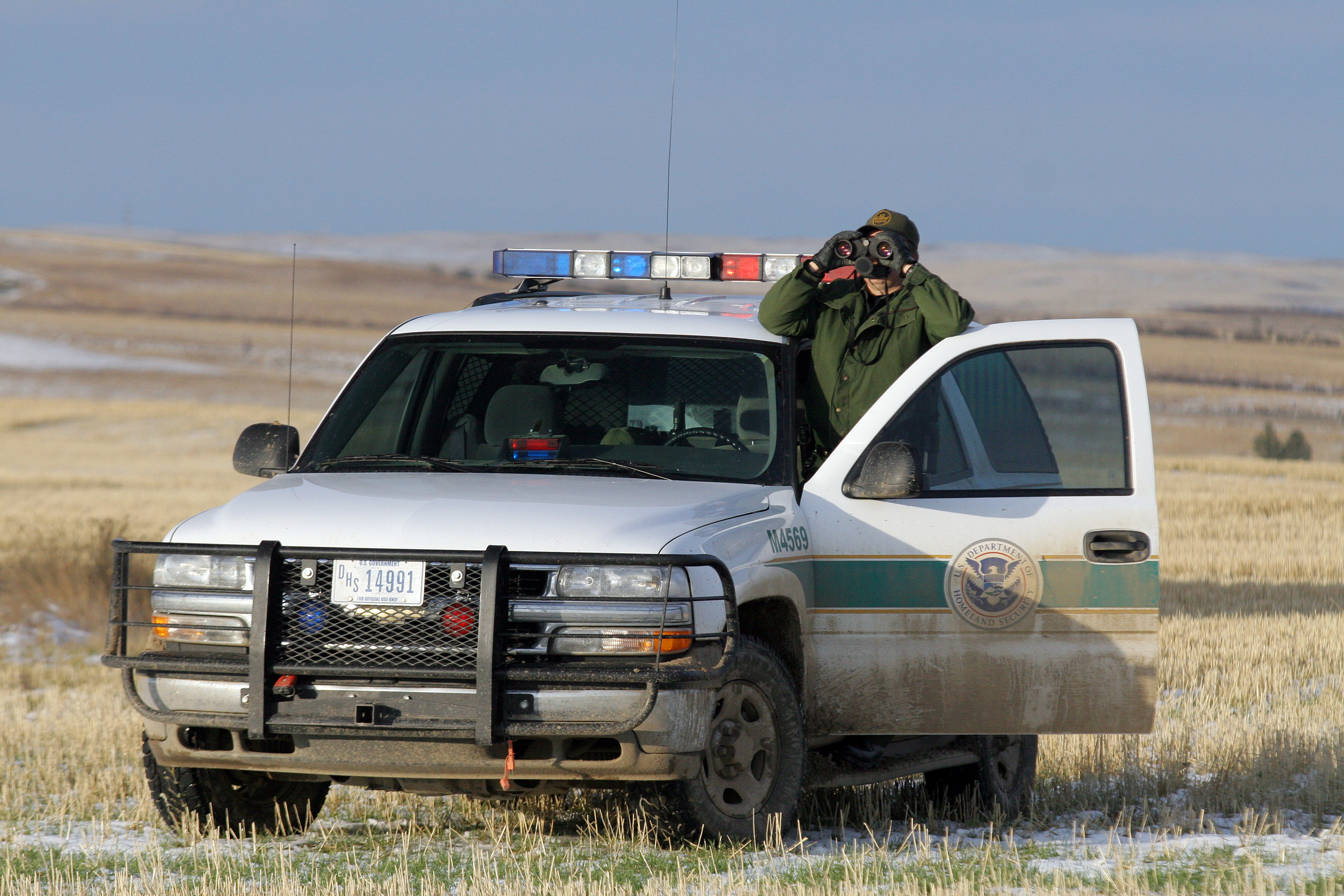

گشت مرزی ایالات متحده آمریکا (به انگلیسی: United States Border Patrol) یک سازمان دولتی است که وظیفه کنترل و محافظت از مرزهای ایالات متحده آمریکا را بر عهده دارد.
این سازمان ۱۱۰۰۰ مأمور دارد که زیر نظر اداره گمرک و محافظت مرزی ایالات متحده آمریکاست که به نوبه خود زیر مجموعه‌ای از وزارت امنیت داخلی ایالات متحده آمریکا می‌باشند.
این سازمان مسئول حفظ امنیت مرزی است و شمار عظیم عبورکنندگان از مرز آمریکا و مکزیک را مدیریت کرده‌است. شمار فزاینده ای از این افراد خانواده‌هایی از آمریکای مرکزی بوده‌اند.